# Ряжско-Вяземская железная дорога
Ряжско-Вя́земская желе́зная доро́га — частная железная дорога в Российской империи. В октябре 1889 года выкуплена в казну.

## История
Строилась двумя участками: Ряжско-Скопинским (концессия выдана ком. сов. Варшавскому) и Скопинско-Вяземским (концессия выдана обществу Ряжско-Скопинской жел. дор.). Движение от станции Ряжск Рязано-Козловской ж. д. до ст. Скопин открыто 8 декабря 1870 года. Линия от Скопина до ст. Павелец открыта в марте 1872 года. От ст. Павелец до ст. Вязьма — 15 декабря 1874 г. Максимальный продольный уклон пути на железной дороге был 15 ‰, наименьший радиус кривых в поворотах — 320 м .
Выкуплена в казну 1 октября 1889 года. В январе 1890 года. объединена с Моршанско-Сызранской ж. д. и Ряжско-Моршанской ж. д. в казённую Сызрано-Вяземскую (протяженностью в 1307 вёрст).

## Станции
- Ряжск I, узловая станция: Рязано-Козловская ж. д.
- Скопин
- Павелец, узловая станция с 1897 г.: Рязано-Уральская ж. д.
- Епифань (Кимовск)
- Узловая I, узловая станция: ветвь Узловая — Елец Ряжско-Вяземской ж. д.
- Тула (Ряжский вокзал), узловая станция: Московско-Курская ж. д.
- Алексин
- Средняя. Подъездной путь до Петровского завода.
- Ферзиково
- Желябужская
- Калуга-Ока
- Калуга-I, управление дороги. Главные дорожные мастерские. Железнодорожное начальное училище (открыто в 1893 г.)[5]
- Муратовка, узловая станция: соединительная ветвь со станцией Тихонова пустынь Московско-Киево-Воронежской ж. д.
- Пятковская
- Полотняный Завод
- Говардово. Подъездной путь до с. Кондрово.
- Мятлевская
- Износки
- Угрюмово
- Тёмкино
- Вязьма, узловая станция: Московско-Брестская ж. д.